# Enicospilus lineolatus
Enicospilus lineolatus là một loài tò vò trong họ Ichneumonidae.